# アガテュルソイ

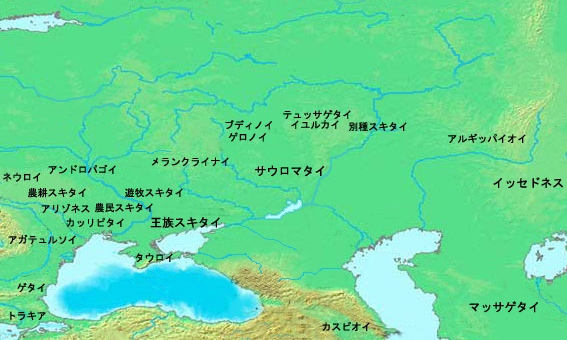
紀元前6世紀の諸民族とアガテュルソイ人の位置。

アガテュルソイ（ギリシア語: Αγάθυρσοι）は、古代ギリシア時代に黒海の西のトランシルヴァニア地方（現ルーマニア）に住んでいた遊牧民。

## 歴史

### 起源
古代ギリシャの歴史家ヘロドトスは『ヒストリアイ（歴史）』において次の伝説を挙げている。
| 「 | ヘラクレスは自分の弓の一張りを引いて見せ、また帯の締め方を示した後、弓と結び目の端に金の盃のついた帯とを与えて去った。一方、妻である蛇女（エキドナ）は自分の産んだ子供たちが成人した時、長子にはアガテュルソス、次子にゲロノス、末子にはスキュテスと名付け、ヘラクレスの命を忘れず、言い付かった通りにした。そして、アガテュルソスとゲロノスの2子は課せられた試練を果たすことができず、生みの母に追われて国を去り、末子のスキュテスが試練を果たしたのでこの国に留まった。＜ヘロドトス『歴史』巻4-10＞ | 」 |

この国を追われたアガテュルソスこそがアガテュルソイの始祖であるとされる。

### ダレイオス1世のスキタイ征伐
アケメネス朝のダレイオス1世（在位：前522年 - 前486年）はボスポラス海峡を渡ってトラキア人を征服すると、続いて北のスキタイを征服するべく、イストロス河を渡った。これを聞いたスキタイは周辺の諸民族を糾合してダレイオスに当たるべきだと考え、周辺諸族に使者を送ったが、すでにタウロイ，アガテュルソイ，ネウロイ，アンドロパゴイ，メランクライノイ，ゲロノイ，ブディノイ，サウロマタイの諸族の王は会合し、対策を練っていた。スキタイの使者は「諸族が一致団結してペルシアに当たるため、スキタイに協力してほしい」と要請した。しかし、諸族の意見は二手に分かれ、スキタイに賛同したのはゲロノイ王，ブディノイ王，サウロマタイ王のみであり、アガテュルソイらその他の諸族は「スキタイの言うことは信用できない」とし、協力を断った。
こうして全ての民族が同盟軍に加わらなかったため、スキタイは正面からの攻撃をあきらめ、焦土作戦によってペルシア軍を迎え撃つことにした。しかし、それでも同盟に参加しなかった諸族に協力してもらおうと、スキタイは戦いの最中に彼らの領地に侵入し、無理やり戦いに巻き込もうと考えた。まず、ペルシア軍をスキタイ領の奥地へ誘い込んだスキタイ一区部隊（スコパシス王の部隊）はブディノイの領地まで行ってから引き返し、北を迂回してスキタイ本国へ戻った。それを追うようにペルシア軍もスキタイ本国へ向かった。そこでダレイオスはスキタイ二区連合部隊（イダンテュルソス王，タクサキス王の部隊）と遭遇し、追跡を開始する。かねてからの計画通り、二区連合部隊はダレイオスに追われたまま、ペルシア軍をメランクライノイ，アンドロパゴイ，ネウロイの領地に誘い込んだ。スキタイ軍とペルシア軍が押し寄せたことに驚いたメランクライノイなどの諸族は算を乱して北の無人の荒野を目指して逃走した。しかし、アガテュルソイだけはスキタイであろうがペルシア人であろうが自国内に踏み入れば攻撃も辞さないという姿勢を見せ、事前に通告してきた。このためスキタイ軍はアガテュルソイへの侵入をあきらめ、自国内に去っていった。

### その後のアガテュルソイ
ダレイオス1世の侵攻後の情勢としては、次のような出来事が記されている。
| 「 | スキタイ王アリアペイテスには、他にも子がいたが、スキュレスもその一人であった。彼の生母はイストリアの出身で、スキタイの血は全く入っていない女であったが、この母がスキュレスにギリシア語とその文字を教えたのである。その後アリアペイテスはアガテュルソイの王スパルガペイテスによって謀殺され、スキュレスは王位とともにオポイアという父の妃をも受け継いだ。＜ヘロドトス『歴史』巻4-78＞ | 」 |

アガテュルソイの王スパルガペイテスによって謀殺されたアリアペイテスとは、ダレイオス侵入時のスキタイ王であったイダンテュルソスの子であり、この時代はヘロドトス存命中の出来事であった。

## 習俗
| 「 | アガテュルソイは実に贅沢な民族で、ふんだんに金製品を身につける。妻を共有して自由に交わっているが、これは互いに兄弟となり、部族民全部が近親となって相互の間に嫉妬や憎悪の念が生じないようにするためなのである。その他の風習はトラキア人によく似ている。＜ヘロドトス『歴史』巻4-104＞ | 」 |

妻を共有するというスタイルはマッサゲタイや、後のエフタル・吐火羅人にも見受けられる。

## 参考資料
- （ヘロドトス『歴史』）訳：松平千秋『ヘロドトス』（筑摩書房、1988年、ISBN 4480203109）